# 異域 (電影)
《異域》是1990年上映的一部台灣電影，依據作家柏楊所寫的同名戰爭小說改編而成。上映前，由於劇情涉及人權與政治的爭議，經相關人士不斷奔走之下，行政院新聞局電檢處才從原訂修剪21刀，減少到16刀，最後才一刀未剪通過。
上映後，影片中泰北孤軍奮戰不懈的劇情立刻引起臺灣人的廣泛討論，票房表現不俗，成為當年度最賣座的國產電影。另外，王傑所演唱的電影歌曲〈家，太遠了〉不但相輔相成，其英譯歌名『A Home Too Far』，則成為契合本片劇情的英譯片名。
《異域》正式上映的電影海報上簡潔的概述泰北孤軍的事跡：「他們（孤軍）曾經佔領比台灣大十倍的土地，然而國際上卻不允許孤軍的存在，想要除之而後快......為了生存下去，孤軍只好拼死奮戰以求喘息的餘地......」電影的開頭亦是如此介紹電影概要。2022年1月初，《异域》在豆瓣上的界面消失。

## 概述
故事劇情述說第二次国共内战後，中国大陆的國軍幾近全軍覆沒，唯有李國輝團長的一支部隊突圍，流落異鄉，想返回家鄉卻處處碰壁，加上政治情勢的設限，宛如被孤立般的無所適從，成為『身陷於異鄉地域，卻孤立無援的軍隊』，亦有檢討戰敗的主因不在於軍隊作戰不力，而在於政治腐化及國際情勢的批判，隱約也表現出反戰的意圖。整個舞臺則是前往內湖後山、泰國取景，塑造相仿於緬甸當地情況的場景。

## 劇情簡介
|                    | 他們曾佔領比台灣大三倍的土地，兩次大敗緬甸國防軍，一次反攻大陸。 |
| ——引自電影海報標題 |                                                                  |

1949年10月1日，中国共产党成立中华人民共和国，但少部分中華民國國軍殘餘部隊九十三師仍駐守在雲南一帶。然而中共有感芒刺在背，派遣陈赓率領中国人民解放军第四兵團對他們展開不斷的追擊。逃亡中，鄧克保眼見身旁同胞不斷倒下，連好友小杜的母親也在逃亡中死去。為此，小杜傷心之餘選擇脫離部隊，加入了當地的馬幫。
後來，鄧克保帶著妻子政芬及一對子女安國和安岱跟隨部隊四處逃命，直到逃離中國國境之外，進入缅甸國境之內後，才稍有喘息的機會，並開始就地安頓下來。但是，鄧克保的女兒安岱則因為欠缺醫療照顧，終至持續的發燒下導致智能受損，令他深深自責不已。
但是，緬甸政府對於他們來此安頓的情形非常不滿，數次派遣軍隊展開軍事打擊，卻屢攻不破。某日，緬甸軍隊展開猛烈的攻擊，導致戰況岌岌可危，大有全軍敗亡之虞。此時，小杜突然協同馬幫同伴前來相助抗敵，他也為此喪命其中。返家後，鄧克保獲知兒子安國因為爬到樹上觀望，因樹枝遭砲彈轟炸而跌落樹下而亡。
最後，鄧克保對台灣的中華民國政府萬分絕望之下，牽著妻子和女兒離開原本要接駁他們去台灣的飛機，返回陪伴葬在此地的兒子......

## 人物角色
| 角色名稱     | 演員     | 備註 |
| ------------ | -------- | --- |
| 鄧克保       | 庹宗華   | 軍隊軍官，少校                                                                                             |
| 小杜／華中興 | 劉德華   | 軍隊軍官，少尉，馬幫幫主，鄧克保的朋友(影射馬守一)，小紅前男友，在薩爾溫江戰役中率領馬幫前來相助抗敵戰死。 |
| 李國輝       | 柯俊雄   | 軍隊軍官，團長，最後奉命前往台灣                                                                           |
| 政芬         | 顏鳳嬌   | 鄧克保的妻子                                                                                               |
| 老鄭         | 郎雄     | 軍隊士兵，在薩爾溫江戰役中戰死。                                                                           |
| 小紅         | 王靜瑩   | 學校老師，小杜前女友                                                                                       |
| 李彌         | 谷峰     | 軍隊軍官，第八軍軍長，最後奉命前往台灣                                                                     |
| 雲鳳／李夫人 | 斯琴高娃 | 李國輝的妻子                                                                                               |
| 史將軍       | 林偉生   | 軍隊軍官，在元江戰役中自殺                                                                                 |
| 伙伕頭       | 顧寶明   | 軍隊士兵，暗戀小紅，在薩爾溫江戰役中戰死                                                                   |
| 鄧安國（小） | 陳彥儒   | 鄧克保的兒子                                                                                               |
| 鄧安國（大） | 陳維欣   | 鄧克保的兒子，在薩爾溫江戰役中遭緬軍炸彈炸死                                                               |
| 鄧安岱（小） | 洪芙蓉   | 鄧克保的女兒                                                                                               |
| 鄧安岱（大） | 姜依婷   | 鄧克保的女兒，逃亡時因為欠缺醫療照顧，終至持續的發燒下導致智能受損                                         |
| 小何         | 杜福平   | 軍隊士兵，在李彌反攻雲南戰役中炸斷腳                                                                       |
| 小劉         | 朱家麟   | 軍隊士兵，在薩爾溫江戰役中雙眼受傷                                                                         |
| 阿威         | 曾國杉   | 小孩(雙親皆亡)，在孟果大其力戰役中遭到炸彈炸死                                                             |

## 主題曲
| 歌名                             | 作曲     | 作詞   | 編曲     | 演唱者 |
| 《家，太遠了》（A Home Too Far） | Ricky Ho | 陳大力 | Ricky Ho | 王傑   |
| 《亞細亞的孤兒》                 | 羅大佑   | 羅大佑 | 羅大佑   | 王傑   |

## 獎項
| 頒獎典禮             | 獎項       | 名字   | 結果 |
| -------------------- | ---------- | ------ | ---- |
| 中華民國電影導演協會 | 最佳導演獎 | 朱延平 | 提名 |

## 軼事
台灣導演朱延平為說服黑道大哥，遂答應替他拍攝《大頭兵》，以用來交換拍攝《異域》的權利，然而《异域》反而比《大头兵》更為賣座。至今朱延平仍視本片為自己最滿意的作品。也是網友們一致認為此片是朱延平眾多電影中，不同以往的超水準電影。

## 備註
1. ↑  香港電影票房 1990 〔華語電影〕 （页面存档备份，存于），〈香港電影票房全紀錄〉
2. ↑  1990年中華民國票房 的存檔，存档日期2006-07-16.，〈中華民國電影資料庫〉
3. ↑  朱延平：中華民國唯一商業片導演 （页面存档备份，存于），〈新浪網〉
4. ↑  .   [2014-12-09]. （原始内容存档于2015-02-06）.
5. ↑  .   [2010-12-18]. （原始内容存档于2015-07-02）.
6. ↑  通俗電影工廠：朱延平 （页面存档备份，存于），〈台灣光華雜誌〉

## 外部連結
- 異域（A Home Too Far）[永久]，〈台灣電影資料庫〉
- 開眼電影網上《異域》的資料（繁體中文）
- 豆瓣电影上《異域》的資料 （简体中文）
- 时光网上《異域》的資料（简体中文）
- 爛番茄上《異域》的資料（英文）
- 香港影庫上《異域》的資料（繁體中文）
- 互联网电影数据库（IMDb）上《異域》的资料（英文）